# Фламінго рожевий
Фламі́нго рожевокри́лий або Фламінго великий (Phoenicopterus roseus) — найпоширеніший птах родини Фламінгових, один із 6 сучасних видів фламінго. В Україні — рідкісний залітний вид, відомий один випадок гніздування.

## Опис

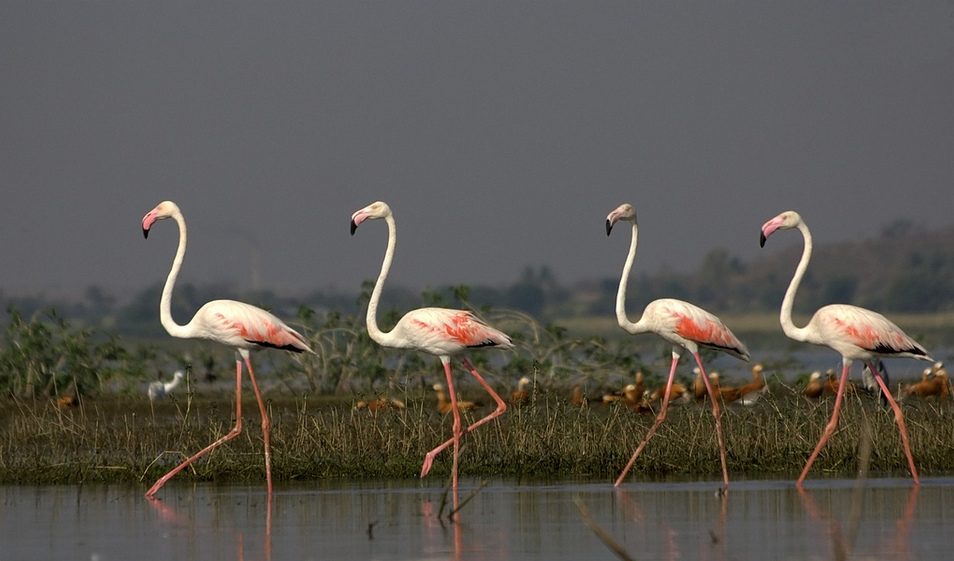

Птах розміром з білого лелеку. Вага тіла 2—4кг, довжина тіла 125—145 см, розмах крил 140—165 см. У дорослого птаха оперення біло-рожеве; значна частина покривних пер верху крил, а також спід крил пурпурово-червоні; махові пера чорні; дзьоб рожевий, на кінці чорний; ноги рожеві; райдужна оболонка ока світло-жовта. Молодий птах бурий; дзьоб сірувато-бурий; ноги темно-бурі; райдужна оболонка ока коричнева. Дорослий наряд набувають на третьому році життя.

## Поширення
Гніздовий ареал складається з декількох розірваних частин та охоплює Африку, південь Європи й Азії. В Європі гніздяться на півдні Франції й Іспанії. В Африці фламінго гніздиться на озерах Марокко, Тунісу, Мавританії, Кенії, на півдні континенту; на островах Зеленого мису. В Азії гніздяться в Казахстані, Афганістані, Індії. Північні популяції є перелітними, південні — осілі.
На півдні України поодинокі птахи або невеликі групи трапляються щороку. У 2017 році відомий випадок гніздування на Сиваші в Херсонській області. На початку травня 2020 року, залітних птахів також зареєстрували на Тилігульському лимані, що на кордоні Миколаївської та Одеської областей. Навесні 2023 року до Національного природного парку «Тузловські лимани» прилетіло щонайменше 35 рожевокрилих фламінго. 

## Чисельність
Чисельність в Палеарктиці оцінюють в 205—320 тис. (у тому числі популяції на південному заході і півдні Азії нараховують близько 240 тис. Чисельність популяцій в Африці на південь від Сахари оцінюють в 100—120 тис. Чисельність в Палеарктиці дещо збільшується, тоді як на півдні Азії та в Афротропіках є стабільною.
В дикій природі фламінго зазвичай живуть від 30 до 40 років. Проте, зустрічаються й надзвичайно рідкісні випадки тривалості життя птаха — до 70 років і більше.

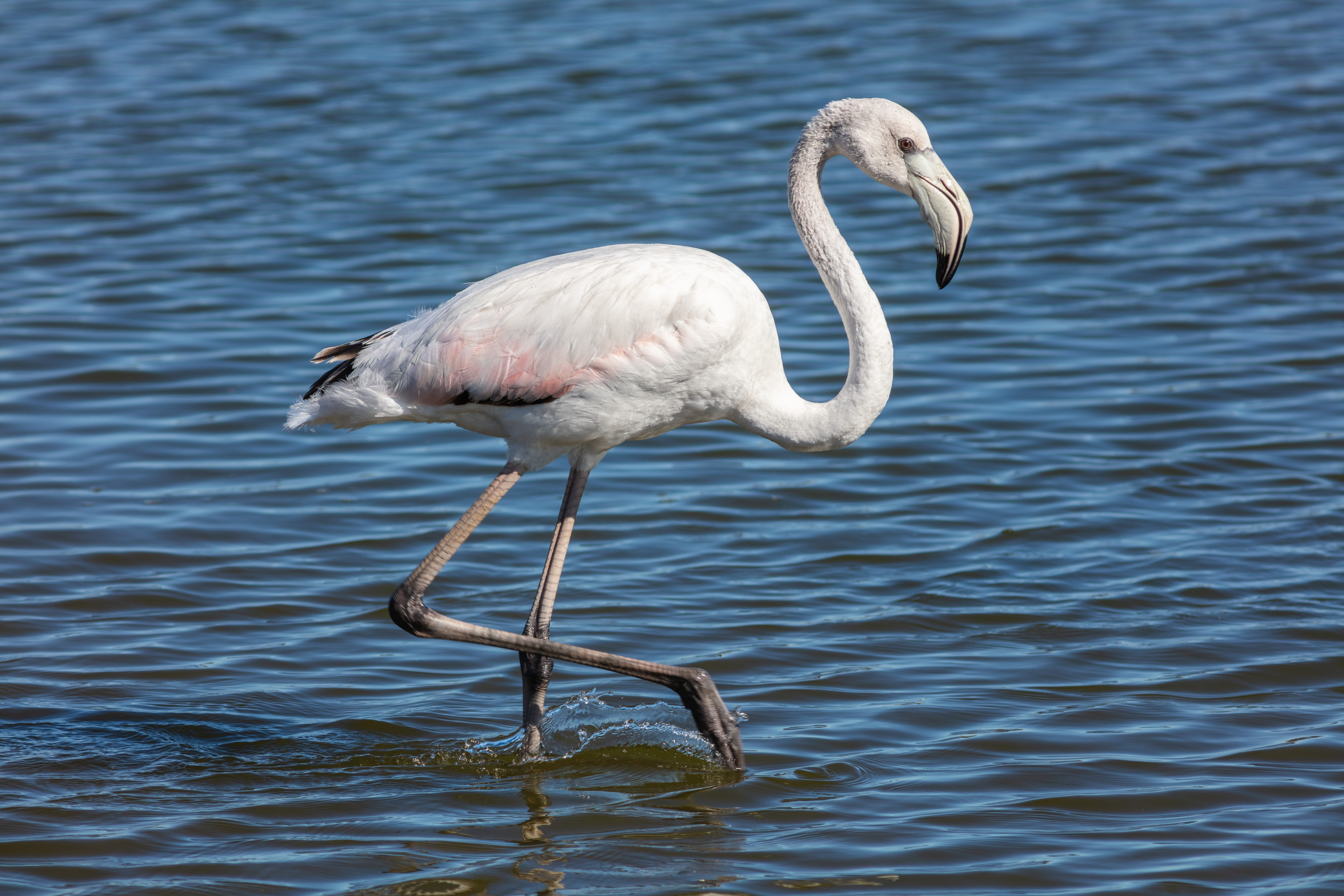
Підліток

## Спосіб життя
Фламінго населяє великі озера з солоною водою, морські лагуни і лимани. Живиться на мілководді з мулистим дном проціджуючи воду дзьобом. Живляться фламінго дрібними ракоподібними, молюсками, личинками мух, а також одноклітинними водоростями Aphanothece sabina та насінням деяких рослин. Наявність у живленні ракоподібних і червоних водоростей забезпечує рожеве забарвлення птахів.

## Гніздування
Статевої зрілості досягає у 3 роки, хоча частіше гніздитись починає у віці 5—6 років. Моногам, гніздиться великими колоніями, які нараховують декілька сотень або навіть тисяч пар. Гніздо роблять з глини або мулу у вигляді конусоподібного утворення. Кладка складається з 1—3 яєць.

## Утримання в неволі

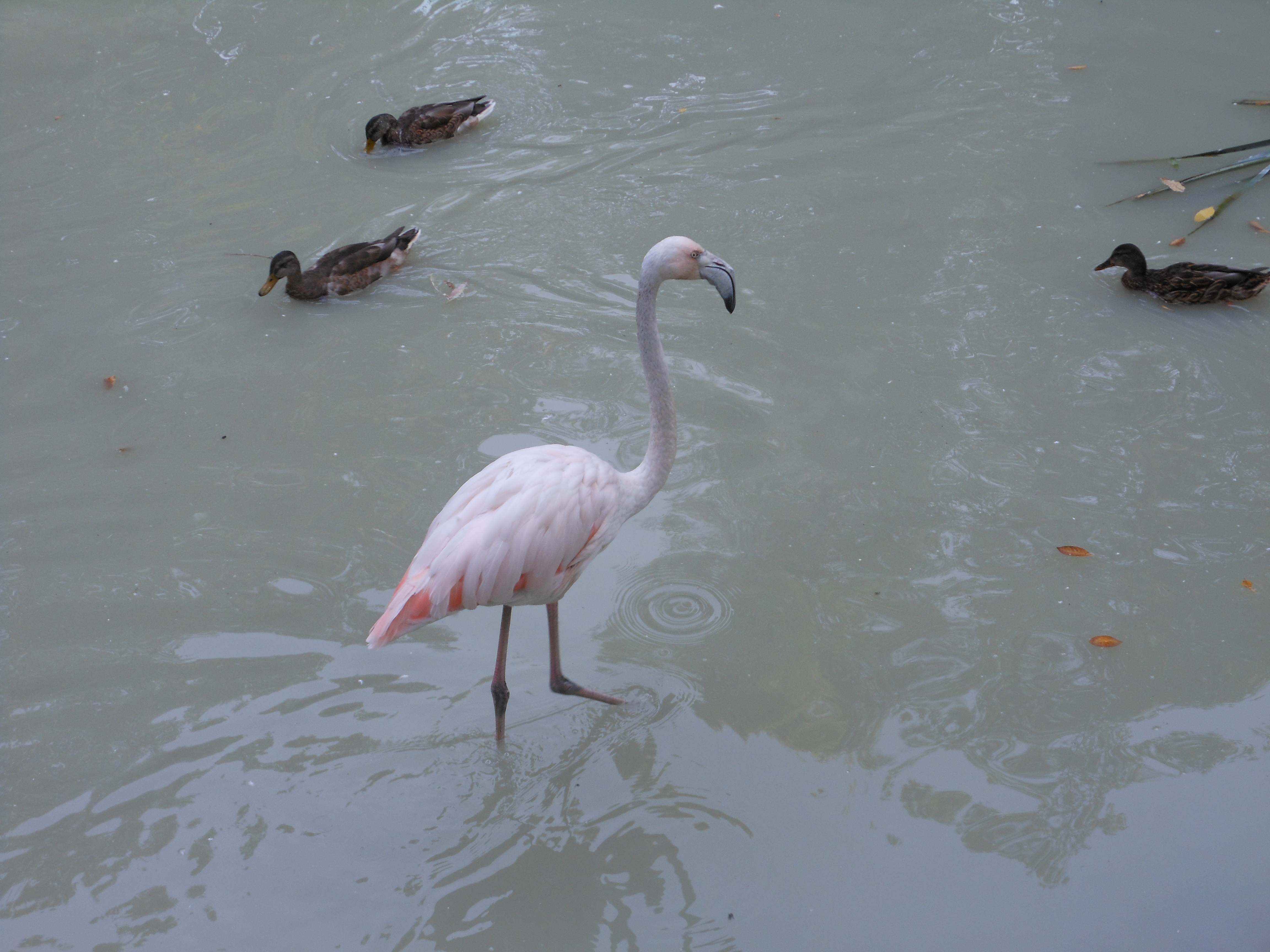
Фламінго у Київському зоопарку (2012 р.)

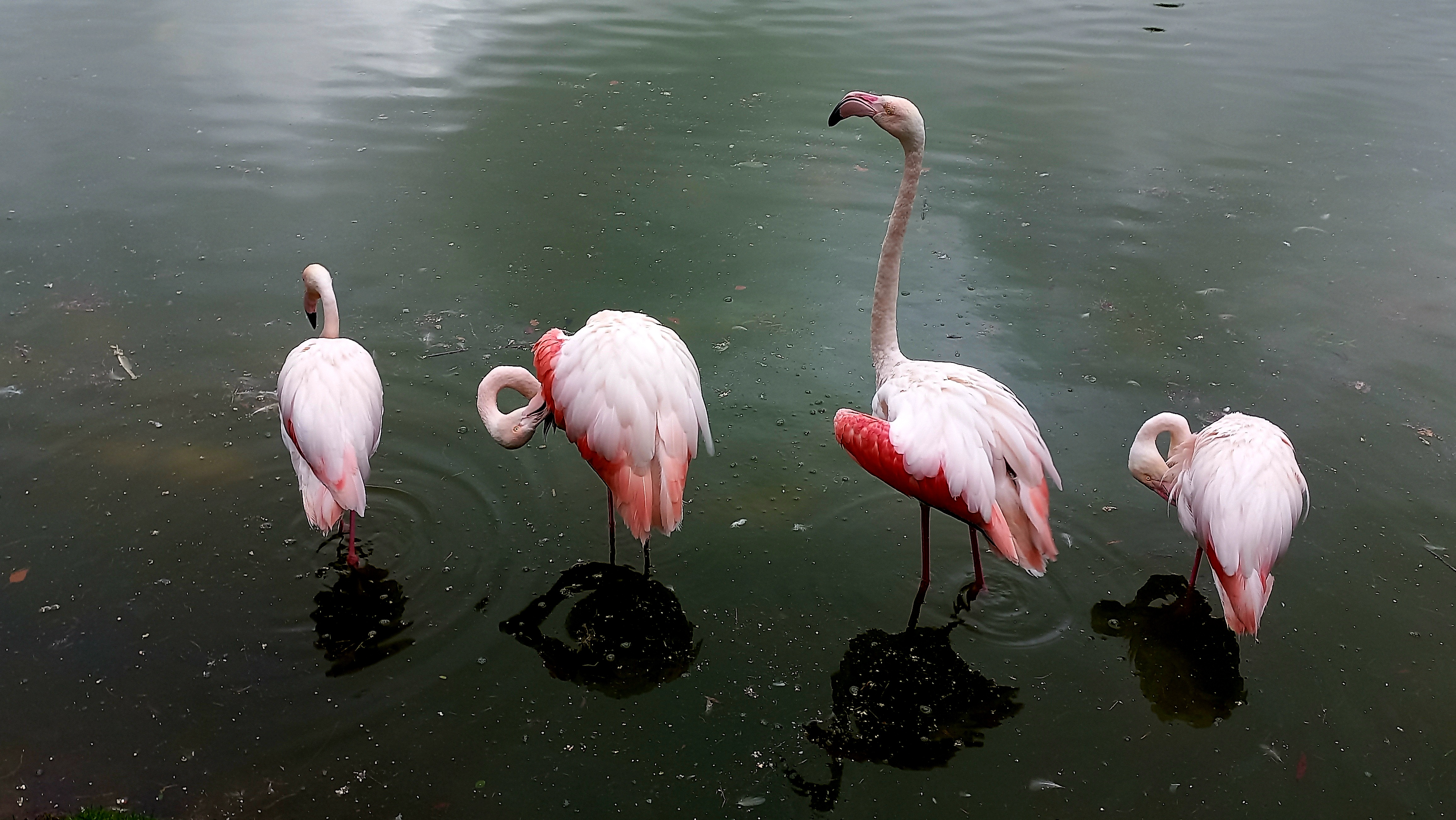
Популяція рожевих фламінго (Phoenicopterus roseus) в Зоопарку XII Місяців

Фламінго нерідко утримують у неволі. В Україні цих птахів можна побачити в Одеському, Миколаївському, Київському зоопарках. У зоопарках фламінго годують морквою, яка містить жовто-оранжевий рослинний пігмент бета-каротин, саме він додає жовто-помаранчеві відтінки до забарвлення. Якщо птах не буде споживати їжу яка містить бета-каротин, то пігмент виділятися не буде — птах стане білим.

## Галерея
|           |
| У польоті |

|                   |
| Під час годування |

|                |
| Великим планом |

|  |
|  |